# 克拉倫斯·齊納
克拉伦斯·梅尔文·齐纳（Clarence Melvin Zener，1905年12月1日—1993年7月2日），美国物理学家。他于1934年最早描述了绝缘体击穿过程中的一系列特性。贝尔实验室日后利用其发现制成了齐纳二极管。作为一位具有数学背景的物理学家，他的研究领域涉及的物理分支相当宽泛，涵盖超导现象、冶金学、铁磁理论、弹性力学、断裂力学、扩散作用和几何规划等诸多方面。
齐纳在美国印第安纳州的印第安纳波利斯出生。1929年自哈佛大学的物理学家埃德温·肯布尔門下毕业，获得物理博士学位。他的博士论文题为（《部分双原子分子形成过程中的量子力学》）。1957年，齐纳因流变学方面的工作获得宾汉奖。此后，他于1959年获得富蘭克林研究所的John Price Wetherill 奖，1965年获阿尔伯特·索弗尔成就奖，1974年获颁美国金属学会金奖，1982年荣获材料研究学会颁发的 Von Hippel 奖。1985年，因发现齐纳效应、预测并观察到热弹性阻尼，以及在金属滞弹性方面的开创性工作，齐纳获得国际固体内耗与超声衰减学术会议（International Conference on Internal Friction and Ultrasonic Attenuation in Solids，ICIFUAS）颁奖。该奖项在1993年齐纳逝世后改名为“齐纳奖”。
齐纳的学生中，较有名气的有约翰·古迪纳夫（John B. Goodenough）和博士后亚瑟·诺维克（Arthur S. Nowick）。
齐纳知名的特點是排斥实验物理学，同時又偏好解決应用物理中实际问题。他在应用物理方面也展现出了相当的洞察力。虽然他在这些方面有较高的学术造诣，但他却仍认为自己对纯粹的理论物理研究心有余而力不足。在某次与奥本海默会餐之后，他曾经说道：“在基础物理学领域，跟他这种人竞争明显毫无意义。”

## 事业生涯
齐纳曾担任过以下职务：
- 1932-1934：于布里斯托大学任研究员（research fellow）
- 1935-1937：于华盛顿大学圣路易斯分校执教
- 1937-1940：于纽约市立大学城市学院执教
- 1940-1942：于华盛顿州立大学执教
- 1942-1945：二战结束前于马萨诸塞州的沃特敦兵工厂（英语：Watertown Arsenal）任职
- 1945-1951：于芝加哥大学任物理教授[1]
- 1951-1965：于匹兹堡西屋电气公司任科学主任（Director of Science）[9]，在此期间开发了几何规划（英语：geometric programming）系统，用于实际工程问题中的参数优化。
- 1966-1968：于得克萨斯农工大学任教授
- 1968-1993：于卡耐基梅隆大学任教

利用他的几何规划系统，齐纳还设计了用于海水温差发电的热交换器，并指出了适合布设这种交换器的地域。这些理论直到现在还有着现实的指导作用。

## 相关内容
- 齐纳效应
- 齐纳二极管
- 齐纳钉扎（英语：Zener pinning）
- 齐纳-霍洛蒙参数（英语：Zener–Hollomon parameter）
- 朗道-齐纳公式（英语：Landau-Zener equation）
- 双交换作用
- 立方系晶体中的各向异性指标齐纳比（英语：Zener ratio）
- 用于描述粘弹性的齐纳模型（英语：Standard linear solid model）